# Ormoy-la-Rivière
Ormoy-la-Rivière is een gemeente in het Franse departement Essonne (regio Île-de-France) en telt 941 inwoners (2004). De plaats maakt deel uit van het arrondissement Étampes.

## Geografie
De oppervlakte van Ormoy-la-Rivière bedraagt 10,3 km², de bevolkingsdichtheid is 91,4 inwoners per km².
De onderstaande kaart toont de ligging van Ormoy-la-Rivière met de belangrijkste infrastructuur en aangrenzende gemeenten.

## Demografie
Onderstaande figuur toont het verloop van het inwonertal (bron: INSEE-tellingen).